# Aleksej Berezutskij
Aleksej Vladimirovitj Berezutskij (ryska: Алексей Владимирович Березуцкий), född 20 juni 1982 i Moskva, är en rysk före detta fotbollsspelare (försvarare) som under större delen av sin karriär spelade för CSKA Moskva. Hans tvillingbror Vasili spelar även som försvarare i CSKA Moskva.
Han började sin seniorkarriär 1999 som 17-åring i Torpedo-ZIL. Han var uttagen i Rysslands trupp vid fotbolls-EM 2012.